# Arjen van der Heide
Arjen van der Heide (Heerenveen, 19 november 2001) is een Nederlands voetballer die doorgaans speelt als linksbuiten. In september 2024 verruilde hij Roda JC voor De Graafschap.

## Clubcarrière
Van der Heide speelde in de jeugd van Heerenveense Boys en verkaste later naar sc Heerenveen. Tijdens de eerste speelronde van het nieuwe Eredivisieseizoen mocht de vleugelspeler van coach Johnny Jansen zijn debuut maken tegen Heracles Almelo. Heerenveen won het duel met 0–4 door treffers van Ibrahim Drešević, Jordy Bruijn, Mitchell van Bergen en Chidera Ejuke. Van der Heide viel een minuut voor tijd in voor Jens Odgaard. In drie seizoenen bij Heerenveen speelde hij respectievelijk vijf, veertien en negentien competitiewedstrijden.
Van der Heide maakte in de zomer van 2022 transfervrij de overstap naar Roda JC, waar hij zijn handtekening zette onder een verbintenis voor de duur van drie seizoenen. Na een seizoen met twee competitiedoelpunten maakte hij er tijdens de jaargang 2023/24 zeven. Hierop werd de vleugelaanvaller voor een bedrag van circa tweehonderdduizend euro overgenomen door De Graafschap, dat hem een contract voor drie jaar gaf.

## Clubstatistieken
| Seizoen | Club          | Competitie     | Competitie | Competitie | Beker | Beker | Internationaal | Internationaal | Nacompetitie | Nacompetitie | Totaal | Totaal |
| Seizoen | Club          | Competitie     | Wed.       | Dlp.       | Wed.  | Dlp.  | Wed.           | Dlp.           | Wed.         | Dlp.         | Wed.   | Dlp.   |
| ------- | ------------- | -------------- | ---------- | ---------- | ----- | ----- | -------------- | -------------- | ------------ | ------------ | ------ | ------ |
| 2019/20 | sc Heerenveen | Eredivisie     | 5          | 0          | 0     | 0     | —              | —              | —            | —            | 5      | 0      |
| 2020/21 | sc Heerenveen | Eredivisie     | 14         | 0          | 1     | 0     | —              | —              | —            | —            | 15     | 0      |
| 2021/22 | sc Heerenveen | Eredivisie     | 19         | 0          | 1     | 0     | —              | —              | —            | —            | 20     | 0      |
| 2022/23 | Roda JC       | Eerste divisie | 31         | 2          | 1     | 0     | —              | —              | —            | —            | 32     | 2      |
| 2023/24 | Roda JC       | Eerste divisie | 32         | 7          | 0     | 0     | —              | —              | 2            | 0            | 34     | 7      |
| 2024/25 | Roda JC       | Eerste divisie | 3          | 0          | 0     | 0     | —              | —              | —            | —            | 3      | 0      |
| 2024/25 | De Graafschap | Eerste divisie | 2          | 0          | 0     | 0     | —              | —              | —            | —            | 2      | 0      |
| Totaal  | Totaal        | Totaal         | 106        | 9          | 3     | 0     | 0              | 0              | 2            | 0            | 111    | 9      |

Bijgewerkt op 13 september 2024.